# Lythium
I Lythium sono stati un gruppo musicale nato a Sanremo alla fine degli anni novanta attorno al cantante Stefano Piro: alle chitarre c'erano Matteo Tacchi e Gabriele Faleschini, al basso Mirko Vigini, alla fisarmonica Luca Frediani ed alla batteria Paolo La Cola.
Inizialmente suonano dal vivo nei locali cover, fra gli altri, dei Litfiba, di Vinicio Capossela, di Vasco Rossi, di Domenico Modugno e di Adriano Celentano. Il cantante inizia a comporre anche musiche e testi originali in lingua italiana, che si concretizzano con registrazioni autoprodotte (inedite) insieme a Sergio Cossu, con l'intervento in manifestazioni locali di prim'ordine come Sanremo Immagine Jazz, la partecipazione all'Accademia della Canzone, via via fino al festival della propria città: e sarà infatti il primo e unico gruppo di Sanremo a farlo nella 50ª edizione dell'anno 2000 con la canzone Noël  (composta dallo stesso Piro che l'ha dedicata a suo padre), arrivando settimi nella categoria giovani e vincendo l'ambito premio della critica Mia Martini.
Il successo arriva poi col contratto Sony, i singoli Noël e Boomerang, il cd Amaro, quindi la collaborazione con l'agenzia ColorSound ed i primi concerti importanti sia come  sostenitore (Timoria, Mau Mau e Bandabardò), sia con un proprio tour. L'estate 2001 li vede impegnati nuovamente come  sostenitore in apertura del tour di Vasco Rossi, Stupido hotel.
Prevedibili politiche commerciali discografiche ne segnano la fine nel 2001, o meglio la frammentazione, del cantante come 
singolo da una parte e del gruppo in compagini diverse dall'altra.

## Discografia
- Noël / Rose e Rasoi singolo - 2000 (Sony/BMG)
- Boomerang / 91, L'incoscienza singolo - 2000 (Sony/BMG)
- Amaro - 2000 (Sony/BMG)